# 官报
《官报》（日语：／ Kanpō）是日本政府的机关报，是日本政府唯一的公布国家法令和有关行政事项的官方出版物，1883年创刊，由国立印刷局印刷发行。

## 历史
《官报》的前身为当时日本太政官正院文书局于1868年开始发行的《太政官日志》，1877年停刊。此后的一段时间里，《东京日日新闻》（《每日新闻》的前身）的“太政官记事”和“广报”栏目事实上代行了政府公报的职责。
1883年，在山县有朋的提议下，新的《官报》于当年7月2日创刊，由太政官文书局印行，由当时的太政大臣三条实美题写报头。发行《官报》的单位经历了多次变动，曾先后由太政官文书局、内阁文书局、内阁官报局、印刷局、内阁印刷局、大藏省印刷局、印刷厅、财务省印刷局印行，最终于2003年改由国立印刷局印行。

## 发行
据2007年的统计数据，《官报》发行量约5万份。除周末及其它法定节假日外，每日发行，民众可从日本各地的“官报贩卖所”购买。除纸质版本外，国立印刷局还会将每日的《官报》上传到网站，读者可免费阅读最近30日内的《官报》内容；除此之外，还提供了1947年以来《官报》内容的付费检索服务。

## 版面
《官报》为A4大小，根据每天的实际情况，版面少则几十页，多则上千页。除正文内容外，有时还会发行号外；1953年-2007年期间还发行过“资料版”，每周三发行。

### 正文
刊登宪法的修改；天皇发布的诏书；法律；内阁制定的政令；条约；最高裁判所规则；内阁府制定的府令及各省或各省共同制定的省令；会计检察院、人事院或各种委员会制定的事务规则；海上保安厅厅令；上级机关对下级机关发布的训令；行政机关告示；国会事项；人事变动；叙位、受勋；嘉奖；皇室事项；政府机关报告；有关阁议的资料；地方自治事项和公告等。

### 号外
刊登官报正文版未收录的记事。有时会发行“特别号外”（国会召集、休刊日等场合）。

### 政府调达公告版
刊登众议院、参议院、最高裁判所、内阁等部门发布的投标公告、投标公示、参与竞争者资格的公示、公布中标者等。